# Bilhão de anos

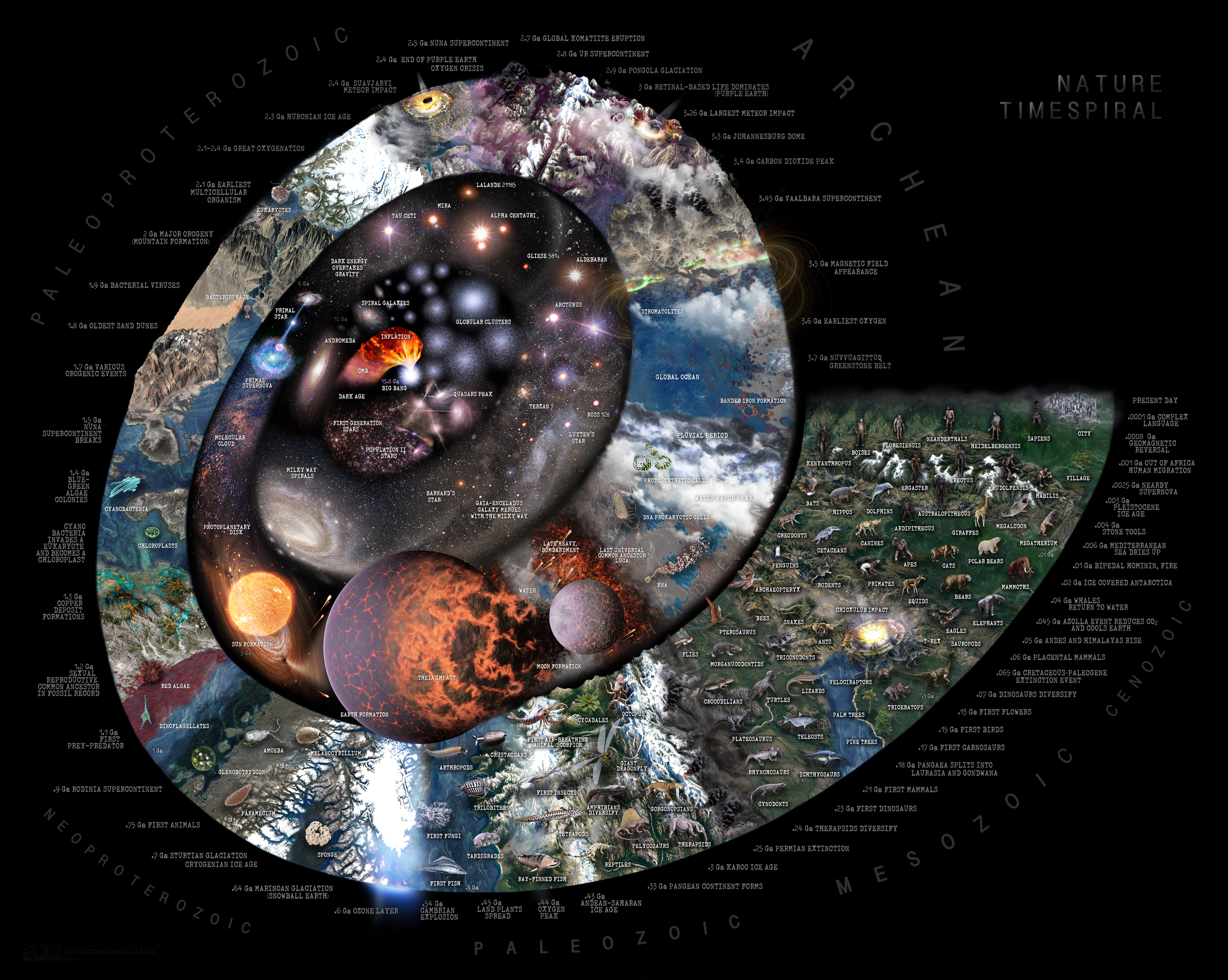
As linhas do tempo da história do universo geralmente usam a escala Gya ou "bilhões de anos atrás"

Um bilhão de anos ou giga-ano (109 anos) é uma unidade de tempo na escala de petasegundos, mais precisamente igual a 3.16×1016 segundos (ou simplesmente 1 000 000 000 anos).
Às vezes é abreviado Ga, Ba e variantes, geralmente indicando "bilhões de anos atrás", ou seja, bilhões de anos antes do presente. Os termos são usados em geologia, paleontologia, geofísica, astronomia e cosmologia física.
O prefixo giga- é preferido ao bilhão para evitar confusão nas escalas curta e longa sobre o significado de bilhão; o ano pós-fixo pode ser ainda qualificado para precisão como um ano sideral ou ano juliano:
1 Gaj = 3.15576×1016 s,
1 Gas = 3.15581×1016 s (época J2000.0).
1 Gas = 1×109 y
Byr foi anteriormente usado em geologia e astronomia de língua inglesa como uma unidade de um bilhão de anos. Posteriormente, o termo giga-ano (Ga) aumentou em uso, com Gy ou Gyr ainda às vezes usado em obras de língua inglesa (com o risco de confusão com Gy como abreviação de gray, uma unidade de exposição à radiação). Os astrônomos usam Gyr ou Gy (ou Ga, onde "a" significa annum, latim para "ano") como o símbolo de gigayear (giga-ano).